# Фесенко, Александр Сергеевич
Александр Сергеевич Фесенко (1912, Таганрог — ?) — советский футболист, полузащитник.
Выступал за «Динамо» Таганрог. В первенстве СССР играл за команды «Сталь» Днепропетровск (1936), «Динамо» Днепропетровск (1937), «Зенит» Ленинград (1938), «Динамо» Киев (1939—1940).
Участник Великой Отечественной войны. Награждён Орденом Красной Звезды. Участник «блокадного матча» «Динамо» — ЛМЗ 31 мая 1942.